# Charlie Setford
Charlie Terence Setford (* 11. Mai 2004 in Haarlem) ist ein englisch-niederländischer Fußballtorwart, der aktuell bei Jong Ajax unter Vertrag spielt.

## Karriere

### Verein
Setford, Sohn einer niederländischen Mutter und eines englischen Vaters, begann seine fußballerische Ausbildung bei BSM Bennebroek, ehe er noch als Kind in die Fußballschule von Ajax Amsterdam wechselte. In der Saison 2018/19 stand er bereits einmal in der U17-Eredivisie im Kader. In der Folgespielzeit spielte er bereits zweimal für die B-Junioren. In der Saison 2020/21 spielte er viermal für die U18- beziehungsweise U19-Mannschaft und stand zudem die ersten Male bei der zweiten Mannschaft in der eerste Divisie im Kader. Am 20. August 2021 (3. Spieltag) debütierte er im Tor bei Jong Ajax gegen den FC Den Bosch.

### Nationalmannschaft
Setford war bislang für mehrere Juniorenauswahlen der Niederländer und auch der Engländer aktiv.

## Sonstiges
Setford ist der Bruder des in der Jugend beim FC Arsenal unter Vertrag stehenden Tommy Setford.